# Brenda Castillo
Brenda Castillo, född 5 juni 1992, är en  volleybollspelare (libero).
Castillo spelar i Dominikanska republikens landslag och har med dem vunnit  Nordamerikanska mästerskapet 2019 och har tagit medalj i mästerskapet vid flera tillfällen. Hon har även spelat med landslaget vid VM 2010, 2014 och VM 2022 samt vid OS 2012 och 2020. Vid OS 2012 utsågs hon till bästa libero. På klubbnivå har hon spelat för klubbar i Domikanska republiken, Puerto Rico, Azerbajdzjan, Brasilien och Italien.